# غايل نيوتن
غايل نيوتن (بالإنجليزية: Gael Newton)‏ هي أمينة متحف أسترالية، ولدت في 1950.